# Pegoscapus groegeri
Pegoscapus groegeri är en stekelart som beskrevs av Wiebes 1995. Pegoscapus groegeri ingår i släktet Pegoscapus och familjen fikonsteklar.
Artens utbredningsområde är Venezuela. Inga underarter finns listade i Catalogue of Life.